# Waiwen Vóley Club
Waiwen Vóley Club es una entidad deportiva de la ciudad de Comodoro Rivadavia, Chubut, fundada el 1 de febrero de 2018. El club tiene como única actividad al vóley.
Actualmente, participa en la Liga de Voleibol Argentina y se constituye como el primer club de la Patagonia argentina austral en disputar la máxima categoría de dicho deporte.

## Toponimia
Su nombre significa “Viento favorable del sur”. El mismo fue propuesto por las mujeres del club y luego votado democráticamente.

## Historia
La creación del club fue fruto de la idea y el esfuerzo de Lisandro Luppo y Eduardo “Lucho” Nievas. La tarea no fue fácil dado que en la ciudad petrolera a pesar de contar con infraestructura no se conocía la actividad deportiva y no se contaba con materia humano capacitado. Desde 2016 inició informalmente las gestiones para la creación del club.

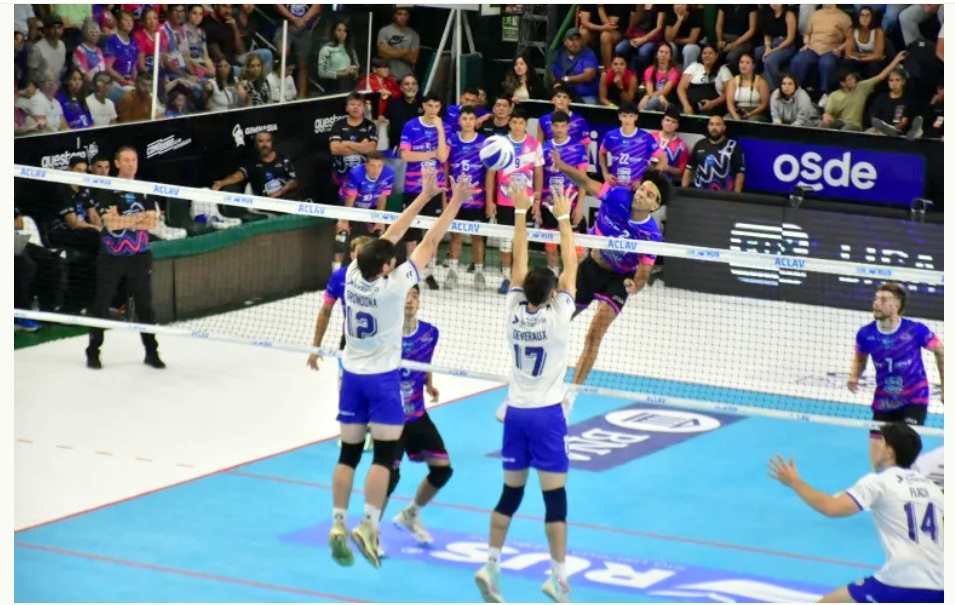
Partido llevado a cabo en el Socios fundadores.

Sin embargo, a partir del 1 de febrero de 2018 la titánica tarea empezó a dar frutos cuando se logró reunir las 20 personas solicitadas para obtener la personería jurídica. Además, se pudo sortear el gran obstáculo de carecer de un espacio físico para poder entrenar todas las categorías. Gracias a las gestiones de sus miembros se pudo obtener los SUM de la escuela de Magisterio 711, que tiene dos canchas y de la escuela  743 frente al Sindicato Petrolero. Posteriormente, ante el auge del equipo comodorense la municipalidad cede para maximizar su rendimiento los gimnasios municipales 1 y 2 en 2022.
Luego de organizar el club y poder conformar la primera categoría en varones, a fines de 2018 se obtuvo el primer gran logro al consagrarse campeón en el Patagónico de vóley. El título es considerado histórico para la ciudad de Comodoro porque siempre estuvo dominado por las poblaciones del Valle inferior del Río Chubut o la ciudad de Río Grande.Asimismo, se organizaron distintas copas en la ciudad contra equipos regionales para intensificar la práctica del Vóley.
Desde 2020 el club participó activamente del Torneo Argentino de Clubes para pugnar el ascenso al a máxima categoría del vóley nacional. El equipo comodorense se pudo consolidar y finalmente logró reforzar su plantel para pelear el ansiado ascenso en 2024. En febrero de ese año por  semifinales derrotó en cuatro sets a Escuela Normal 3 de Rosario obteniendo el ascenso a la Liga de Voleibol Argentina 2024-25. El 25 de febrero disputó su partido más importante por el título de la liga frente a CEF 5 de La Rioja. En una final reñida el conjunto comodorense obtuvo su máximo logó y el primer título para Comodoro y la región sur del país.
En la actualidad el club entrena todas las categorías en ambas ramas, de mini vóley a Primera y cada división posee su profesor. Además, se cuenta con 160 socios.
En 2025 el club logró un acuerdo con el histórico club de básquet Gimnasia y Esgrima de Comodoro Rivadavia para disputar los primeros partidos de Liga nacional en el estadio Socios Fundadores desde febrero.Ese mismo año el equipo finalizó entre los 8 mejores equipos, en una campaña calificada como exitosa por ser su primera participación.